# گیلانشاه اسکیمو
گیلانشاه اسکیمو (نام علمی: Numenius borealis) نام یک گونه از سرده گیلانشاه‌های نوک‌خمیده است.
گیلانشاه اسکیمو که به آن گیلانشاه شمالی هم گفته شده گونه‌ای از آبچلیکان و راستهٔ سلیم‌سانان با منقار تیره و پرهای خال‌دار سیاه و سفید است.